# Diastereomerenüberschuss
Der Diastereomerenüberschuss, oder kurz de-Wert (von englisch diastereomeric excess), gibt den Überschuss eines Diastereomers in einem Diastereomerengemisch an.
Er ist definiert als 
{\displaystyle de={\frac {m_{1}-m_{2}}{m_{1}+m_{2}}}\cdot 100\,\%}
mit {\displaystyle m_{1}}: Masse des Diastereomers im Überschuss, {\displaystyle m_{2}}: Masse des Diastereomers im Unterschuss. Die Definition des Diastereomerenüberschusses de ähnelt somit der des Enantiomerenüberschusses ee. Die Charakterisierung von Stereoisomerengemischen mit ee- und de-Werten ist heute weitgehend obsolet, da es die sauberer definierten Begriffe Enantiomerenverhältnis er und Diastereomerenverhältnis dr gibt.
Bei einem 1:1-Gemisch von zwei Diastereomeren ist demnach de= 0 %, bei einer diastereomerenreinen Verbindung ist de = 100 %
Heutzutage wird der Begriff Diastereomerenüberschuss de zunehmend durch den Begriff Diastereomerenverhältnis (englisch diastereomeric ratio, dr) ersetzt, dabei wird ein Diastereomerengemisch charakterisiert durch das Mengenverhältnis [m1]:[m2] oder [m2]:[m1].
Beispielsweise resultiert bei Massenanteilen der Diastereomere von 70 % zu 30 % ein 40%iger Diastereomerenüberschuss (40 % de)  für das Diastereomerengemisch. Das Diastereomerenverhältnis wäre in diesem Beispiel dr = 7:3.